# Lista över fornlämningar i Växjö kommun (Sjösås)
Lista över fornlämningar i Växjö kommun (Sjösås) är en förteckning av ett urval av de fornlämningar som finns i Sjösås i Växjö kommun.
| Namn                           | Lämningstyp                      | Tillkomsttid | Historisk indelning | Plats | Läge                 | ID-nr          | Bild                                 |
| ------------------------------ | -------------------------------- | ------------ | ------------------- | ----- | -------------------- | -------------- | ------------------------------------ |
| Sjösås 5:1                     | Begravningsplats                 |              | Sjösås, Småland     |       | 57.150190, 15.061874 | 10074600050001 | Ladda upp en bild av detta fornminne |
| Sjösås 10:1                    | Gravfält                         |              | Sjösås, Småland     |       | 57.104315, 15.082423 | 10074600100001 | Ladda upp en bild av detta fornminne |
| Sjösås 21:1                    | Stenkammargrav                   |              | Sjösås, Småland     |       | 57.157526, 15.030218 | 10074600210001 | Ladda upp en bild av detta fornminne |
| Sjösås 22:1                    | Stenkammargrav                   |              | Sjösås, Småland     |       | 57.145135, 15.048586 | 10074600220001 | Ladda upp en bild av detta fornminne |
| Sjösås 23:1                    | Stenkammargrav                   |              | Sjösås, Småland     |       | 57.136220, 15.044557 | 10074600230001 | Ladda upp en bild av detta fornminne |
| Sjösås 23:2                    | Stenkammargrav                   |              | Sjösås, Småland     |       | 57.136356, 15.044327 | 10074600230002 | Ladda upp en bild av detta fornminne |
| Sjösås 24:1                    | Grav markerad av sten/block      |              | Sjösås, Småland     |       | 57.125570, 15.045659 | 10074600240001 | Ladda upp en bild av detta fornminne |
| Sjösås 25:1                    | Stenkammargrav                   |              | Sjösås, Småland     |       | 57.117973, 15.034699 | 10074600250001 | Ladda upp en bild av detta fornminne |
| Sjösås 26:1                    | Stenkammargrav                   |              | Sjösås, Småland     |       | 57.132732, 15.049372 | 10074600260001 | Ladda upp en bild av detta fornminne |
| Sjösås 27:1                    | Grav markerad av sten/block      |              | Sjösås, Småland     |       | 57.127118, 15.042806 | 10074600270001 | Ladda upp en bild av detta fornminne |
| Sjösås 58:1                    | Röse                             |              | Sjösås, Småland     |       | 57.059203, 15.070913 | 10074600580001 | Ladda upp en bild av detta fornminne |
| Sjösås 62:1                    | Stensättning                     |              | Sjösås, Småland     |       | 57.053453, 15.133363 | 10074600620001 | Ladda upp en bild av detta fornminne |
| Sjösås 67:1                    | Stensättning                     |              | Sjösås, Småland     |       | 57.080844, 15.081534 | 10074600670001 | Ladda upp en bild av detta fornminne |
| Sjösås 71:1                    | Stensättning                     |              | Sjösås, Småland     |       | 57.099211, 15.080923 | 10074600710001 | Ladda upp en bild av detta fornminne |
| Sjösås 76:1                    | Minnesmärke                      |              | Sjösås, Småland     |       | 57.124885, 15.087016 | 10074600760001 | Ladda upp en bild av detta fornminne |
| Sjösås 86:1                    | Stensättning                     |              | Sjösås, Småland     |       | 57.114418, 15.057540 | 10074600860001 | Ladda upp en bild av detta fornminne |
| Sjösås 91:1                    | Gravfält                         |              | Sjösås, Småland     |       | 57.079341, 15.056213 | 10074600910001 | Ladda upp en bild av detta fornminne |
| Sjösås 101:1                   | Husgrund, förhistorisk/medeltida |              | Sjösås, Småland     |       | 57.048511, 15.119500 | 10074601010001 | Ladda upp en bild av detta fornminne |
| Sjösås 102:1                   | Gravfält                         |              | Sjösås, Småland     |       | 57.045061, 15.126865 | 10074601020001 | Ladda upp en bild av detta fornminne |
| Sjösås 104:1                   | Röse                             |              | Sjösås, Småland     |       | 57.138741, 15.089382 | 10074601040001 | Ladda upp en bild av detta fornminne |
| Sjösås 110:1                   | Röse                             |              | Sjösås, Småland     |       | 57.059259, 15.102952 | 10074601100001 | Ladda upp en bild av detta fornminne |
| Sjösås 112:1                   | Stenkammargrav                   |              | Sjösås, Småland     |       | 57.082721, 15.068242 | 10074601120001 | Ladda upp en bild av detta fornminne |
| Sjösås 112:2                   | Stensättning                     |              | Sjösås, Småland     |       | 57.082521, 15.068040 | 10074601120002 | Ladda upp en bild av detta fornminne |
| Sjösås 112:3                   | Stensättning                     |              | Sjösås, Småland     |       | 57.082477, 15.067241 | 10074601120003 | Ladda upp en bild av detta fornminne |
| Ryningens källa (Sjösås 118:1) | Husgrund, förhistorisk/medeltida |              | Sjösås, Småland     |       | 57.073498, 15.039635 | 10074601180001 | Ladda upp en bild av detta fornminne |
| Ryningens källa (Sjösås 118:2) | Husgrund, förhistorisk/medeltida |              | Sjösås, Småland     |       | 57.073798, 15.039864 | 10074601180002 | Ladda upp en bild av detta fornminne |
| Sjösås 123:1                   | Begravningsplats                 |              | Sjösås, Småland     |       | 57.102069, 15.059834 | 10074601230001 | Ladda upp en bild av detta fornminne |
| Långesten (Sjösås 124:1)       | Grav markerad av sten/block      |              | Sjösås, Småland     |       | 57.108028, 15.038930 | 10074601240001 | Ladda upp en bild av detta fornminne |
| Sjösås 134:1                   | Röse                             |              | Sjösås, Småland     |       | 57.060956, 15.080555 | 10074601340001 | Ladda upp en bild av detta fornminne |
| Sjösås 135:1                   | Röse                             |              | Sjösås, Småland     |       | 57.064411, 15.087237 | 10074601350001 | Ladda upp en bild av detta fornminne |
| Stora rör (Sjösås 136:1)       | Röse                             |              | Sjösås, Småland     |       | 57.064592, 15.091998 | 10074601360001 | Ladda upp en bild av detta fornminne |
| Sjösås 140:1                   | Röse                             |              | Sjösås, Småland     |       | 57.069679, 15.073522 | 10074601400001 | Ladda upp en bild av detta fornminne |
| Sjösås 140:2                   | Röse                             |              | Sjösås, Småland     |       | 57.069706, 15.073799 | 10074601400002 | Ladda upp en bild av detta fornminne |
| Sjösås 142:1                   | Röse                             |              | Sjösås, Småland     |       | 57.064515, 15.082905 | 10074601420001 | Ladda upp en bild av detta fornminne |
| Sjösås 142:2                   | Röse                             |              | Sjösås, Småland     |       | 57.064561, 15.083353 | 10074601420002 | Ladda upp en bild av detta fornminne |
| Sjösås 142:3                   | Hällristning                     |              | Sjösås, Småland     |       | 57.064953, 15.082939 | 10074601420003 | Ladda upp en bild av detta fornminne |
| Sjösås 145:1                   | Stensättning                     |              | Sjösås, Småland     |       | 57.065701, 15.082617 | 10074601450001 | Ladda upp en bild av detta fornminne |
| Sjösås 145:2                   | Stensättning                     |              | Sjösås, Småland     |       | 57.066015, 15.081968 | 10074601450002 | Ladda upp en bild av detta fornminne |
| Sjösås 146:1                   | Röse                             |              | Sjösås, Småland     |       | 57.063720, 15.083186 | 10074601460001 | Ladda upp en bild av detta fornminne |
| Hamborg (Sjösås 166:1)         | Lägenhetsbebyggelse              |              | Sjösås, Småland     |       | 57.091834, 15.029539 | 10074601660001 | Ladda upp en bild av detta fornminne |
| Sjösås 167:1                   | Lägenhetsbebyggelse              |              | Sjösås, Småland     |       | 57.090225, 15.041386 | 10074601670001 | Ladda upp en bild av detta fornminne |